# Evangelische Kirche (Nidda-Fauerbach)

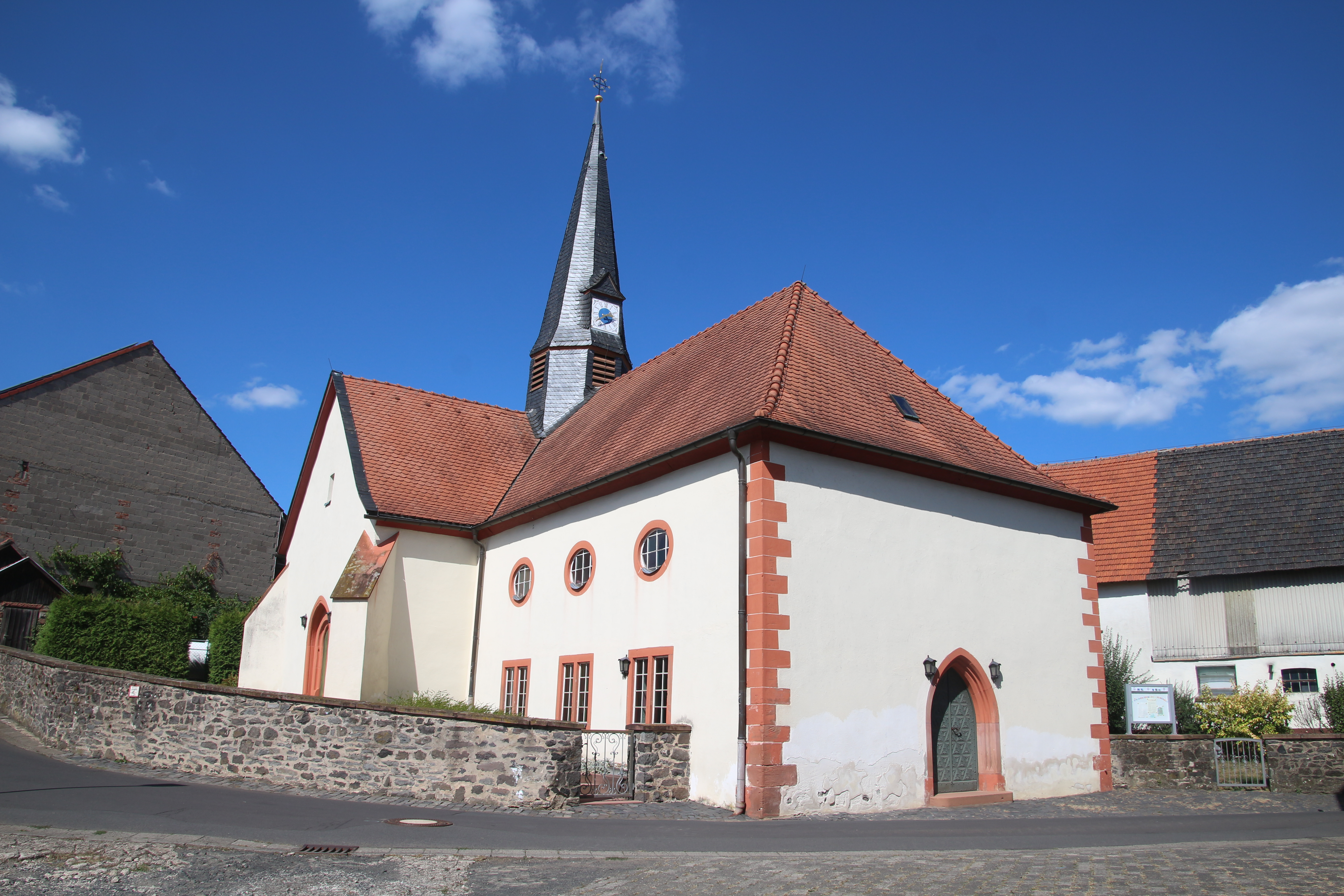
Fauerbacher Kirche von Südwesten

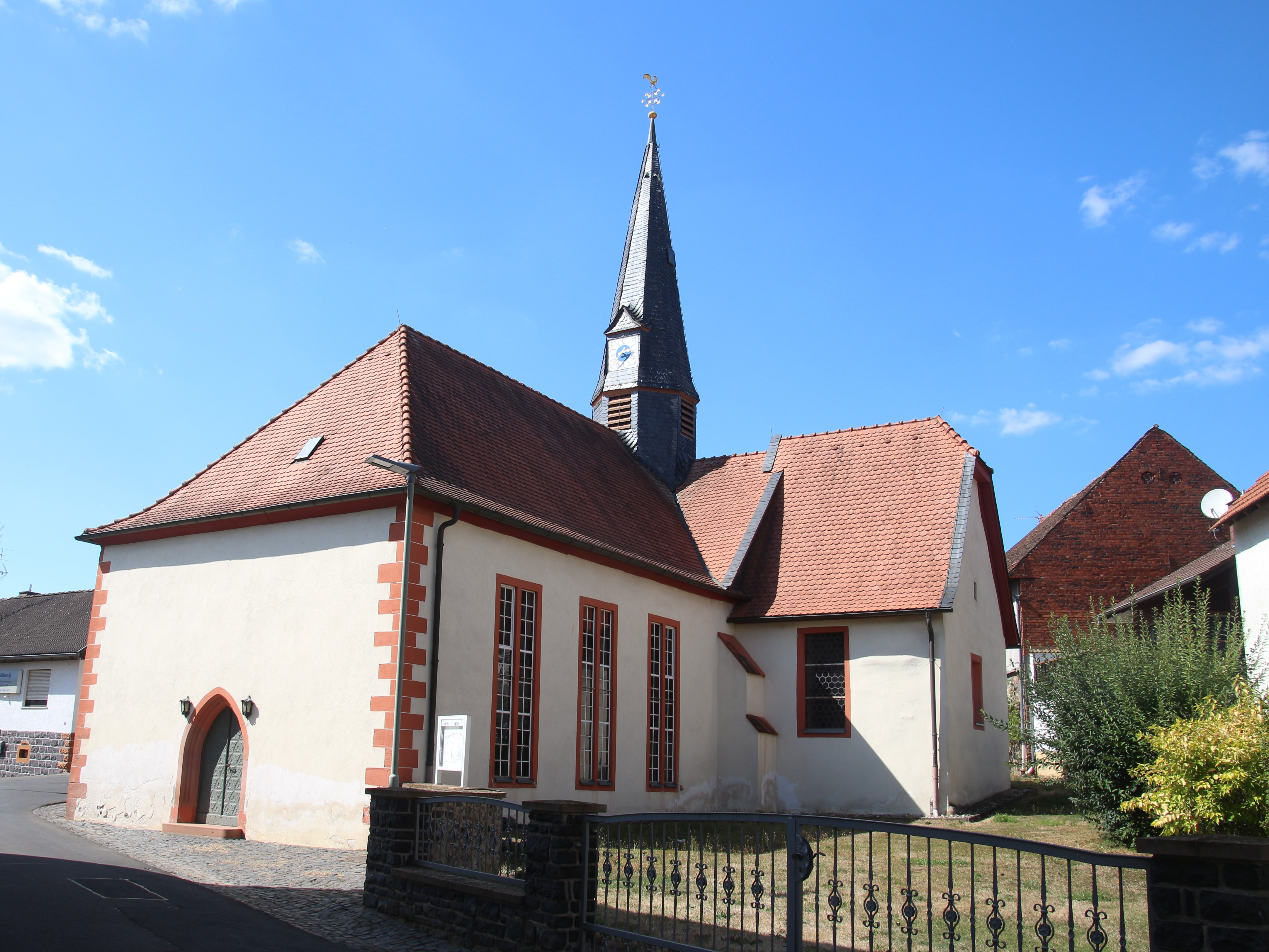
Blick von Südosten

Die Evangelische Kirche in Fauerbach, einem Stadtteil von Nidda im Wetteraukreis (Hessen), ist eine im Kern spätromanische Saalkirche aus dem 13. Jahrhundert mit Haubendachreiter. Das Gotteshaus wurde im Laufe der Jahrhunderte mehrfach umgebaut und erhielt durch die Süderweiterung 1923–1925 sein heutiges T-förmiges Aussehen. Aus geschichtlichen Gründen ist die Kirche hessisches Kulturdenkmal.

## Geschichte
Die Kirche geht in den ältesten Teilen auf die erste Hälfte des 13. Jahrhunderts zurück. In kirchlicher Hinsicht gehörte die Pfarrei im Mittelalter zum Archidiakonat von St. Maria ad Gradus im Erzbistum Mainz. Im Spätmittelalter war die Fauerbacher Kirche eine Filiale der Mutterkirche Wallernhausen.
Mit Einführung der Reformation wechselte Fauerbach ab 1527 zum evangelischen Bekenntnis. Erster evangelischer Pfarrer in Wallernhausen war Bechtold Ringshausen.
Bei einer Außenrenovierung im Jahr 1737 wurde die Kirche repariert und erhielt ein neues Dach. An der West- und der nördlichen Langseite wurden im 18. Jahrhundert Emporen eingebaut. Weitere Innenrenovierungen fanden in den Jahren 1825 und 1855 statt. Durch die Einführung von sonntäglichen Gottesdiensten ab 1855 wurde eine Innenrenovierung erforderlich, da die Kirche bisher nur für Beerdigungen und an hohen Feiertagen genutzt worden war. Der ursprüngliche Chorbogen wurde wahrscheinlich 1855 entfernt. Von 1923 bis 1925 folgte eine Erweiterung der Kirche durch ein südliches Querschiff. In diesem Zuge wurde der Kirchturm neu eingedeckt. Die Kirche wurde außen durch eine Ringdrainage trockengelegt und erhielt eine Heizung. Maler Kienzle malte das Innere aus. Durch die Maßnahmen war aus der „engen, muffigen und verfallenen Kirche“ ein „freundlichhelles und geräumiges Gotteshaus“ und ein „wahres Schmuckkästlein“ geworden.
Bei einer Innenrenovierung in den 1980er Jahren wurde die alte Nordempore in den Südanbau umgesetzt und entsprechend angepasst.
Nachdem die evangelischen Gemeinden Wallernhausen und Fauerbach 490 Jahre pfarramtlich verbunden waren, erfolgte im Jahr 2017 der Zusammenschluss zu einer Kirchengemeinde. Fauerbach brachte etwa 450 und Wallernhausen 650 Mitglieder ein.

## Architektur

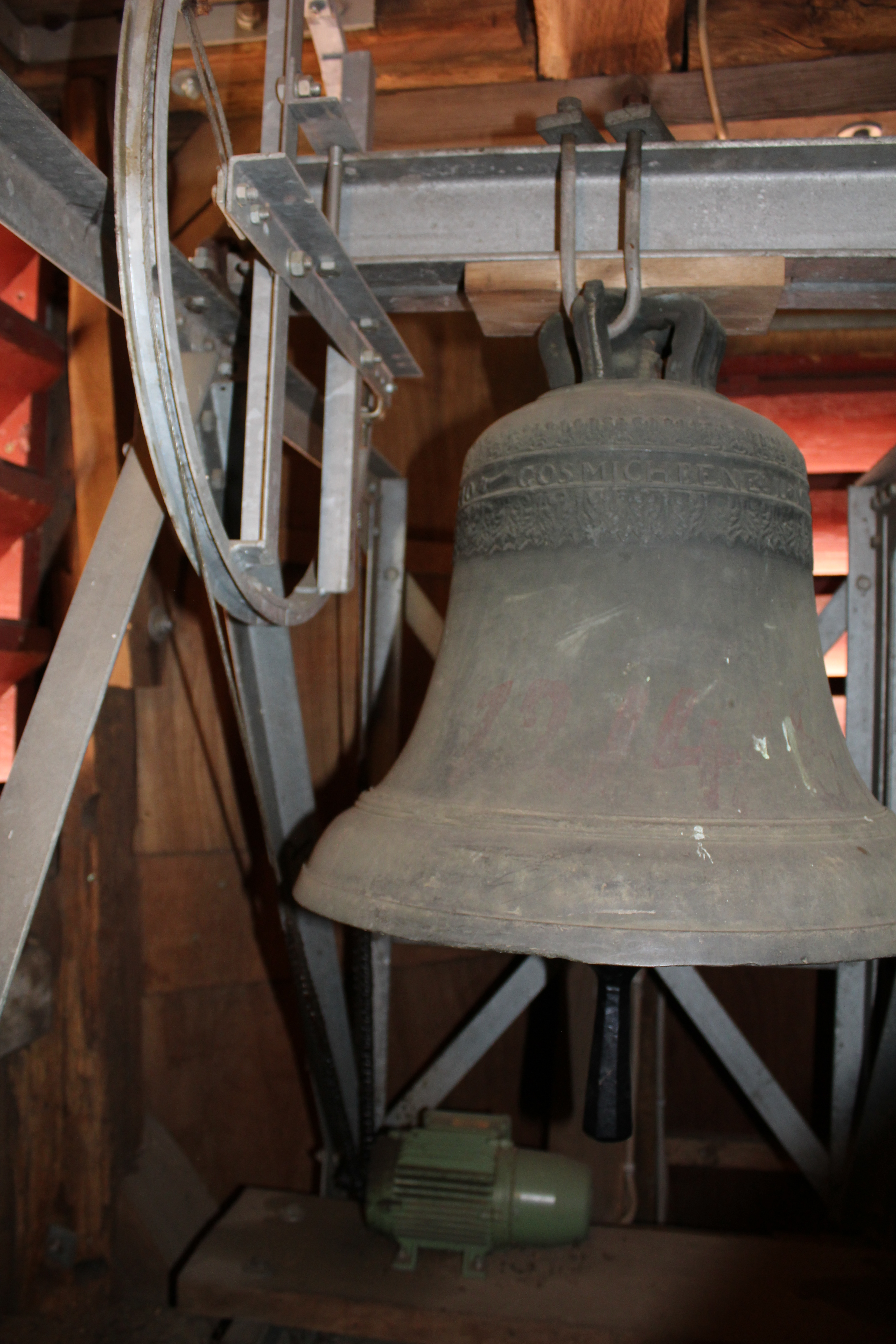
Glocke von 1740

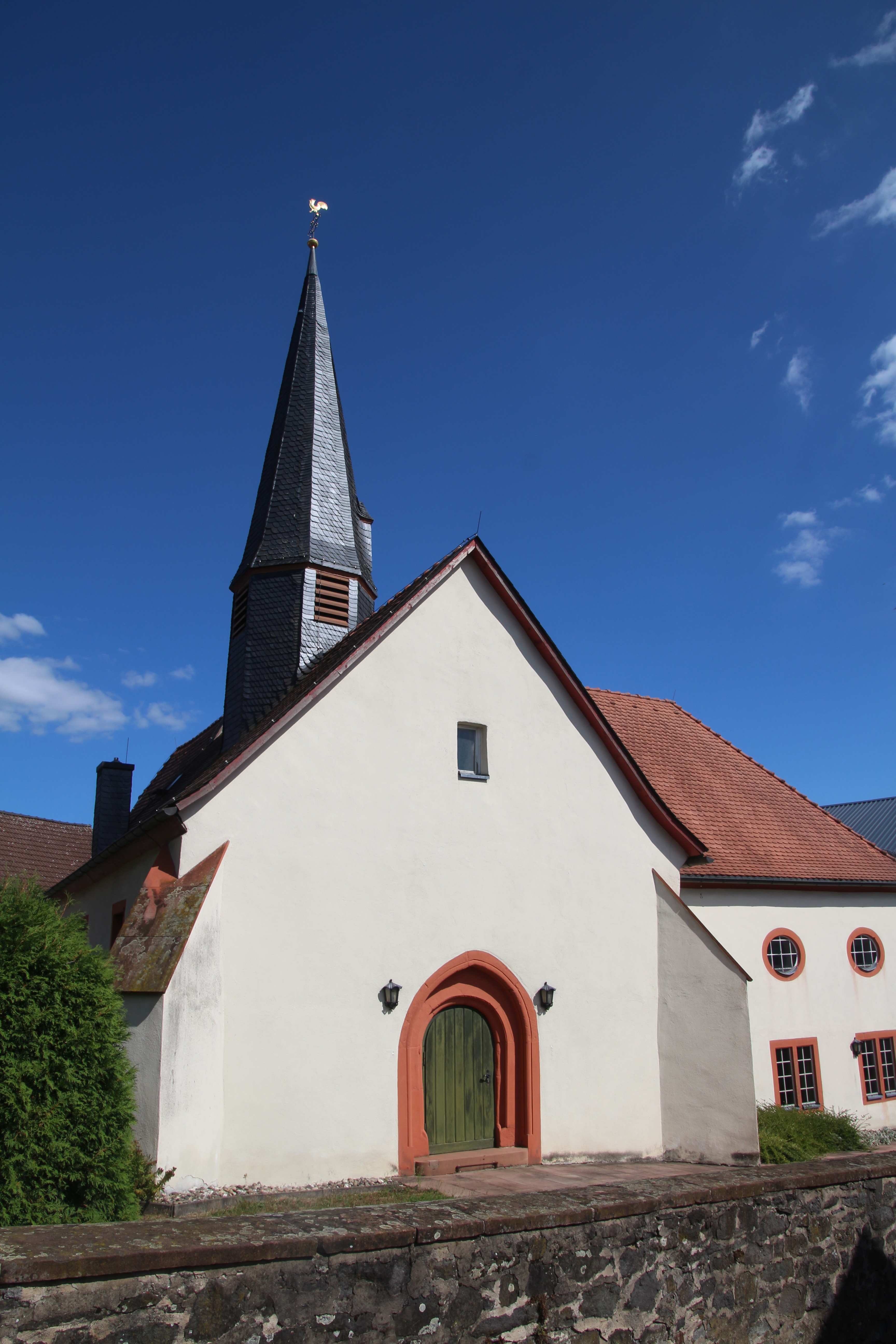
Westseite mit Portal

Der Saalbau im Ortszentrum ist nicht exakt geostet, sondern etwa nach Ost-Nordost ausgerichtet. Die Kirche aus weiß verputztem Bruchsteinmauerwerk besteht aus drei Baukörpern: zum einen dem alten Schiff, das von einem Satteldach mit achtseitigem Dachreiter bedeckt wird, zum anderen dem eingezogenen, aber etwas höheren Rechteckchor mit Schopfwalmdach und schließlich dem jüngeren Südanbau mit Walmdach. Die Gewände der Portale und Fenster bestehen aus rotem Sandstein.
Die Kirche wird im Westen durch ein Rundbogenportal erschlossen. Es weist eine 1,18 Meter breite Öffnung auf und ist noch aus spätromanisch-frühgotischer Übergangszeit erhalten. Einer tiefen Sima ist ein profilierter Blendbogen mit Rundstab in Form eines stumpfen Spitzbogens vorgelegt (1,78 Meter breit). Das gotische spitzbogige Südportal mit profilierten Hohlkehlen stammt aus der Zeit um 1400 und wurde im Zuge der Süderweiterung in den neuen Anbau versetzt. Das Schiff wird an der Nordseite durch zwei hochrechteckige Fenster und der Chor durch ein kleines rechteckiges Ostfenster und ein mittelgroßes Rechteckfenster an der Südseite unterhalb der Traufe belichtet. Der Südflügel hat an der Ostseite drei große zweibahnige hochrechteckige Fenster, im Westen unten drei kleine zweibahnige Rechteckfenster und darüber drei ovale Fenster. Die Eckquaderung an den Südecken ist aufgemalt. Im Westen wird das Schiff durch zwei schräg gestellte Strebepfeiler gestützt, ein weiterer, abgetreppter Strebepfeiler findet sich an der Ostwand des Schiffs vor der Südseite des Chors.
Der oktogonale Dachreiter im Kreuzungspunkt der drei Dächer ist vollständig verschiefert. Im Schaft sind vier rechteckige Schallöffnungen in der Glockenstube eingelassen. Der Dachreiter beherbergt zwei kleine Glocken. Die barocke Glocke von 1740 (128 kg, f2) trägt folgende Inschrift: „GOS * MICH * BENE * U * IOH SCHNEIDEWIND IN FFURT ANNO 1740“. Die andere Glocke wurde 1950 von Rincker, Sinn,  gegossen (d2) und trägt die Inschrift: „O LAND LAND LAND HOERE DES HERRN WORT“ (Jer 22,29 ). Der schlanke Spitzhelm wird von einem Wetterhahn mit Kreuz und Turmknauf bekrönt. Im Süden ist unter einem verschieferten Dreiecksgiebel das Zifferblatt der Turmuhr angebracht.

## Ausstattung

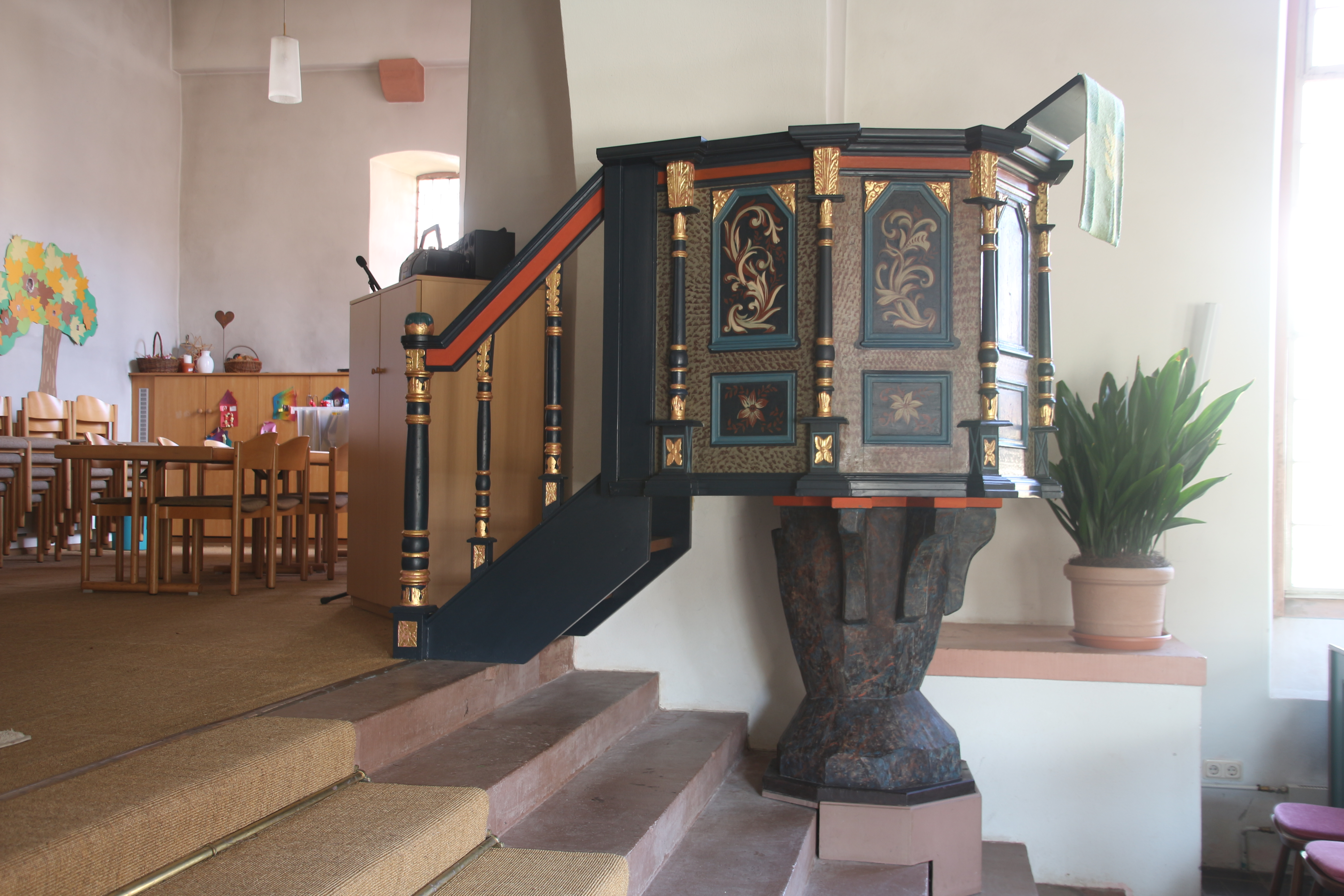
Barocke Kanzel

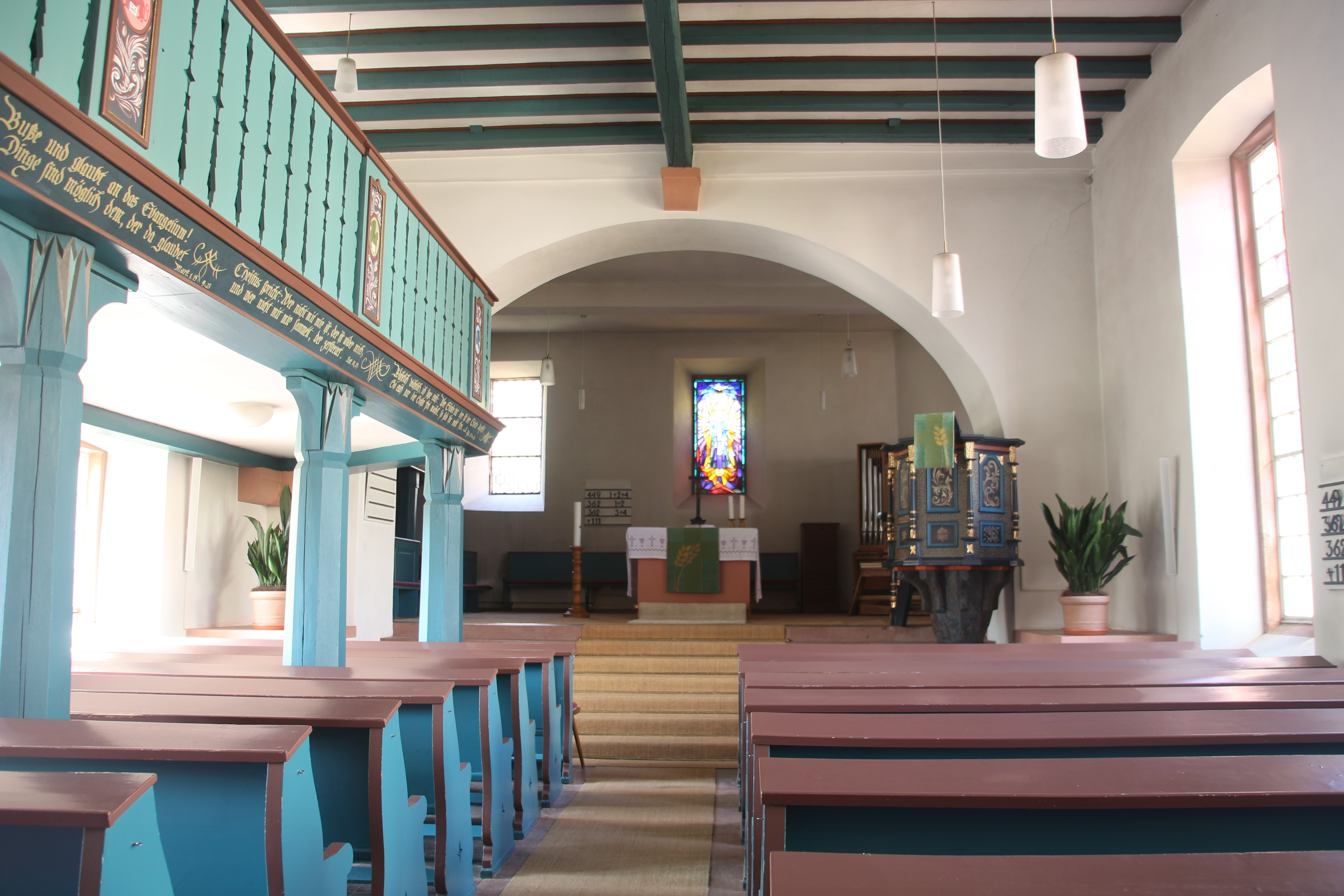
Blick aus dem Südanbau zum Altarbereich, links die umgesetzte Empore

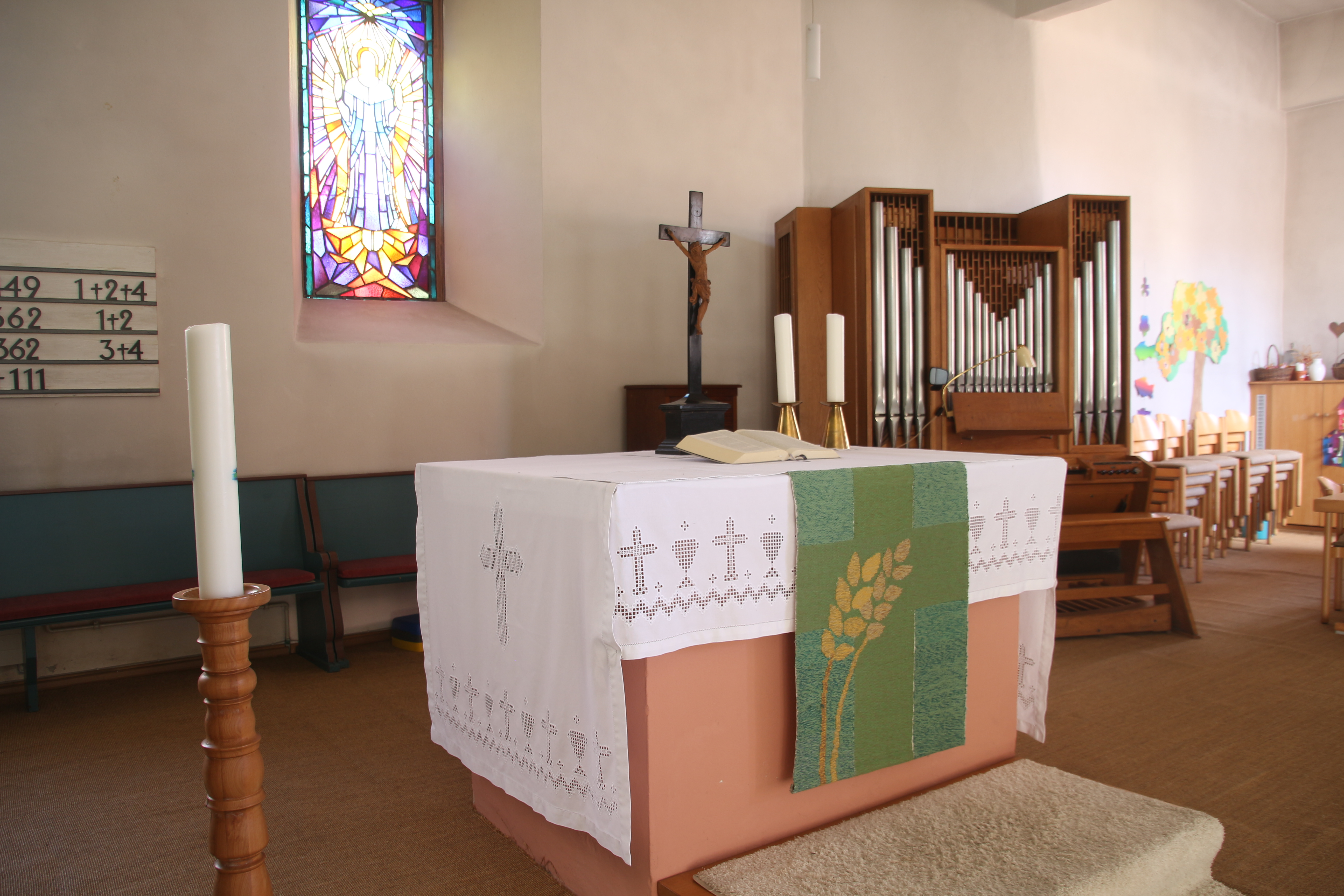
Altarbereich

Während die alte Kirche von einer Flachdecke abgeschlossen wird, ist in den Südanbau eine Balkendecke eingezogen, was eine historisierende Wirkung hat. Durch die barocke Kanzel, das Kirchengestühl und die beiden alten Westemporen verbindet sich der Südflügel organisch mit dem alten Schiff. Zudem ist der Fußboden in beiden Teilen mit roten Sandsteinplatten belegt. Ein großer Rundbogen öffnet den Südanbau zum Kirchenschiff, das um sieben Stufen gegenüber dem neuen Baukörper erhöht ist.
Die alte Kirche dient als liturgisches Zentrum. Zentral vor dem bunten Bleiglasfenster, das den Auferstandenen mit erhobenen, segnenden Händen zeigt, ist der schlichte Blockaltar mit überstehender Platte aufgestellt, der um eine Stufe erhöht ist. Am Altar ist ein kleines Altarkreuz mit einem Kruzifix des Dreinageltypus angebracht. Rechts hinter dem Altar steht die Orgel ebenerdig an der Nordwand. Über dem Westportal ist eine kleine hölzerne Empore eingebaut, die auf achteckigen Pfosten ruht. Die Brüstung besteht aus Brettern mit schlitzförmigen Öffnungen. Unterhalb der Brüstung sind zwei Liedstrophen des Liedes „Ach mein Herr Jesus dein Nahesein“ von Christian Gregor aufgemalt. Der Treppenaufgang ist im Nordwesten der Kirche eingebaut. Im Westteil sind noch einige verkürzte Bänke des alten Kirchengestühls erhalten. Im Ostteil ermöglicht eine lose Bestuhlung eine multifunktionale Nutzung.
Die hölzerne Kanzel des 18. Jahrhunderts mit ihrem polygonalen Kanzelkorb steht auf der Treppe an der Ostseite des Rundbogens. Sie ruht auf einem oktogonalen pokalförmigen Fuß. Die Kanzelfelder werden durch Freisäulen gegliedert und haben unten querrechteckige Füllungen, die mit einer Blüte bemalt sind, und oben hochrechteckige Füllungen mit Rankenwerk. Oben sind die Ecken abgeschrägt und vergoldet. Die umlaufenden profilierten Gesimskränze verkröpfen sich über und unter den teils vergoldeten Freisäulen.
An der Westwand ist die alte Nordempore eingebaut, die vor dem Chorbogen schräg abknickt und durch eine rundbogenförmige Öffnung an die baugleiche Westempore im alten Teil anschließt. Über den oktogonalen Pfosten mit Bügen sind schmale Holztafeln angebracht, auf die Rankenwerk aufgemalt ist. Sie tragen in der Mitte ein Medaillon mit dem Namen der vier Evangelisten und den entsprechenden Evangelistensymbolen (Mensch, Löwe, Stier, Adler). Unter der Empore sind dazu passend Bibelverse aus dem jeweiligen Evangelium geschrieben: Mt 11,28–29 , Mk 1,15b  mit Mk 9,23b , Lk 11,23  und Joh 8,34+36  sowie an der Querempore Röm 1,16 . In der Südwestecke ist der Treppenaufgang eingebaut. Das schlichte hölzerne Kirchengestühl lässt einen Mittelgang frei.

## Orgel

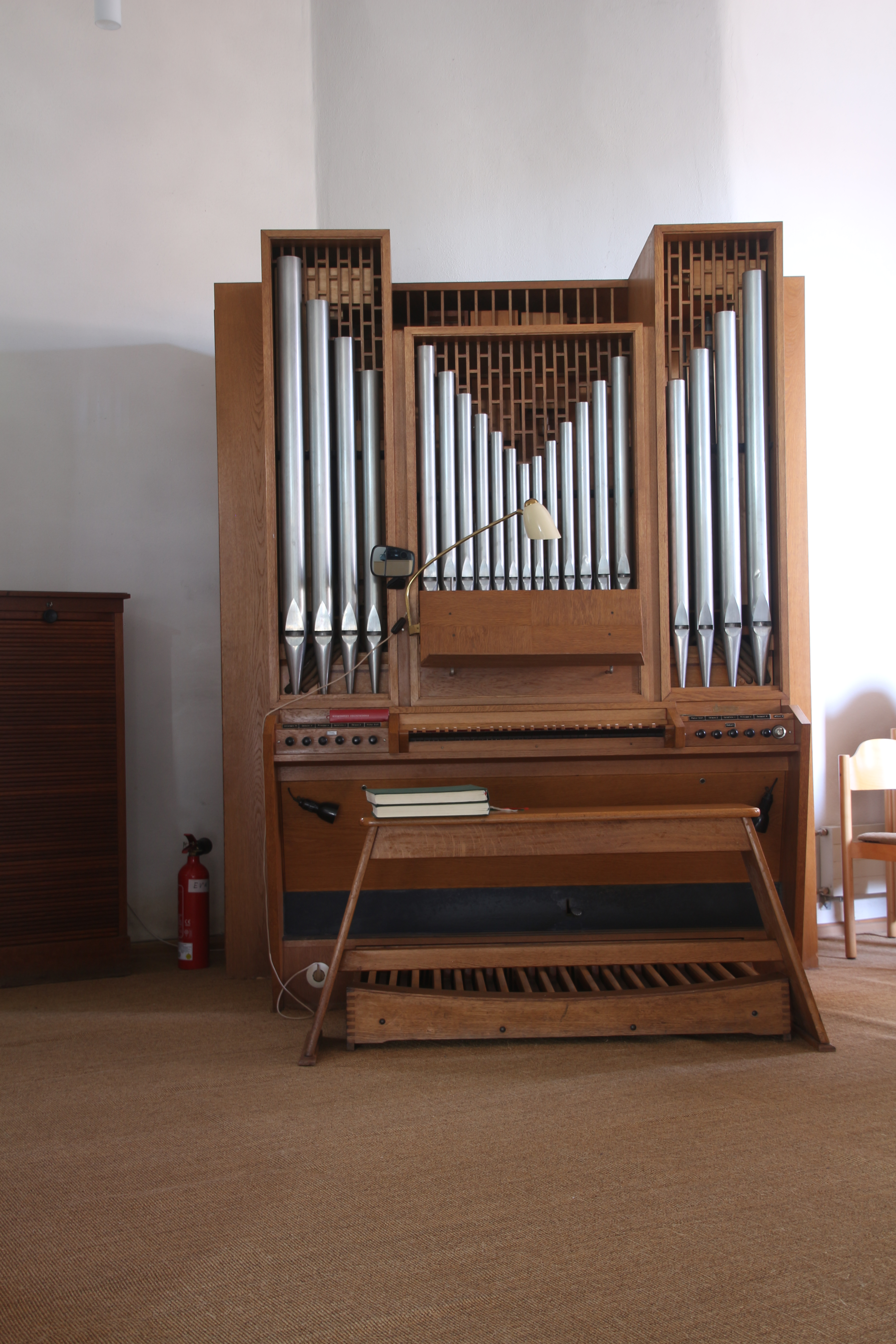
Orgel von 1967

Eine Orgel schaffte die Gemeinde wohl bereits 1788 an, die 1836/1837 durch einen Neubau von Georg Link aus Reinhards ersetzt wurde. Im Jahr 1903 lieferte Adam Eifert eine neue Orgel mit sechs Registern.
Die heutige Kleinorgel erbaute die Firma Emil Hammer Orgelbau (Arnum bei Hannover) im Jahr 1967. Sie verfügt über sechs Register auf einem Manual und Pedal. Die Manualregister sind geteilt. Die Disposition lautet wie folgt:
| I Manual C–g3     |    |
| Gedackt B/D       | 8′ |
| Principal B/D     | 4′ |
| Spitzflöte B/D    | 4′ |
| Oktave B/D        | 2′ |
| Mixtur III–IV B/D |    |

| Pedal C–f1 |     |
| Subbass    | 16′ |

- Koppeln: I/P